# Sideload
Sideload in informatica (letteralmente "caricamento di lato"; traducibile in italiano con "trasferimento locale") è l'azione compiuta trasferendo dati tra due dispositivi locali, in particolare tra un computer e un dispositivo mobile come un telefono cellulare, uno smartphone o un computer palmare. Il trasferimento generalmente avviene per mezzo di una connessione USB, Bluetooth o Wi-Fi, o copiando i dati su una scheda di memoria che poi viene inserita nel dispositivo mobile.

## Origine del termine
Il termine "sideload" è stato coniato alla fine degli anni novanta dal sito di archivi online xdrive.com per indicare un mezzo alternativo di trasferire e memorizzare file. Invece che iniziare un download tradizionale via web o FTP, un utente poteva fare un "sideload" e trasferire il file direttamente sull'area di archivio personale del servizio. L'uso di questo sistema iniziò a scemare col calare di prezzo e l'accrescersi dello spazio a disposizione nei dischi rigidi.
Il lancio di iTunes portò il concetto di sideload alle masse, anche se il termine non era ancora molto usato. Il servizio permetteva agli utenti iPod di scaricare il contenuto sui loro PC e fare sideload sui loro iPod. L'approccio fu poi adottato anche da altri costruttori di media portabili.
Nei telefonini il sideload rimase per molto tempo un'operazione di nicchia, visto che prestazioni, memoria e opzioni di trasferimento variavano molto tra i vari dispositivi. Anche se ci sono stati alcuni tentativi di spedizione di interi film su schede di memoria, il numero di dispositivi supportati era piccolo e l'adozione scarsa.
La situazione iniziò a cambiare nel giugno 2007 con il lancio di clippz.com, che permetteva agli utenti mobili di scaricare e fare sideload di video generati dagli utenti in formati adatti per un qualunque dispositivo. Nello stesso mese, Apple lanciò il suo iPhone, che fu il primo telefono cellulare che favoriva il trasferimento via sideload (di nuovo da iTunes) invece che via rete wireless.
Oggi il sideload è molto più diffuso, e praticamente ogni dispositivo mobile può farlo in uno o più modi.

## Vantaggi
Il sideload ha diversi vantaggi rispetto ad altri modi di fornire contenuti a dispositivi mobili:
- Non ci sono costi per i dati wireless. La consegna in sideload non coinvolge un operatore wireless.
- Il contenuto può essere ottimizzato per ogni dispositivo mobile. Poiché non esistono limitazioni di rete mobile, il contenuto può essere personalizzato per ciascun dispositivo. Questo è più importante per la riproduzione video, dove il minimo comune denominatore è spesso un fattore limitante sulle reti wireless.
- Non ci sono limitazioni geografiche alla fornitura di contenuti per il sideload poiché sono implicite nella copertura limitata delle reti wireless.
- Non ci sono restrizioni sul contenuto che può essere trasferito localmente. Gli utenti possono eseguire il sideload di video, e-book o software limitati o vietati nel loro paese, incluso materiale che esprime opinioni impopolari o illegali e pornografia.
- Il contenuto non viene trasmesso in streaming e può essere memorizzato in modo permanente nel dispositivo mobile. Può essere ascoltato o guardato a piacimento dell'utente.
- Il sideloading è un ottimo meccanismo per il marketing di prossimità.
- I contenuti rimossi da un negozio online, ad esempio per violazioni della licenza scoperte tardivamente, possono ancora essere caricati su un dispositivo mobile.

## Svantaggi
Il sideload ha anche degli svantaggi:
- Lo streaming di contenuti multimediali è talvolta preferito al download a causa dello spazio di archiviazione limitato. I fornitori di contenuti limitano i contenuti disponibili per il download e il sideload a causa della loro perdita di controllo su di essi.
- Esistono enormi variazioni nella capacità di prestazioni per i dispositivi mobili che possono utilizzare il sideload, da semplici telefoni cellulari con riproduzione video limitata, a lettori multimediali portatili di fascia alta. A meno che il file audio/video non sia codificato tenendo presente il dispositivo di destinazione, la riproduzione potrebbe non essere possibile.
- Alcuni gestori wireless (in particolare Verizon Wireless) richiedono che i produttori di telefoni limitino le capacità di sideload dei dispositivi sulle loro reti come forma di vincolo del fornitore. Ciò di solito comporta la perdita di USB e Bluetooth come opzioni di sideload, sebbene il trasferimento dalla scheda di memoria sia ancora disponibile[6].

## Metodi

### Sideload USB
Il sideload su una connessione USB è stato standardizzato da OMTP alla fine del 2007. Fino a questo momento, i produttori di telefoni cellulari tendevano ad adottare soluzioni di trasferimento USB proprietarie che richiedevano l'uso di cavi e software in bundle o di terze parti.
A meno che non sia installato software aggiuntivo sul dispositivo, sul PC o su entrambi, i trasferimenti possono essere generalmente avviati solo dal PC. Una volta connesso, il dispositivo verrà visualizzato nella finestra Esplora file del PC come lettore multimediale o disco rigido esterno. I file e le cartelle sul dispositivo possono essere copiati sul PC e il PC può copiare file e cartelle sul dispositivo.
Le prestazioni di trasferimento del sideload USB variano notevolmente, a seconda della versione USB supportata e inoltre dall'attuale implementazione ingegneristica del controller USB. USB è disponibile nei livelli a bassa velocità (1,2 Mbit/s, 150 KB/s), a piena velocità (12 Mbit/s, 1,5 MB/s) e ad alta velocità, con trasferimento USB ad alta velocità fino a 480 Mbit/s (60 MB/s). Tuttavia, la maggior parte dei telefoni cellulari al momento della stesura di questo articolo sono USB Full-Speed. Dei prodotti mobili che supportano USB 2.0 Hi-Speed, le prestazioni effettive di sideload di solito sono comprese tra 1 e 5 MB/s. Tuttavia, i popolari telefoni cellulari BlackBerry di RIM e gli iPod di Apple si distanziano a velocità più elevate di circa 15,7 MB/s e 9,6 MB/s, rispettivamente.

### Sideload Bluetooth
I profili OBEX/OPP di Bluetooth consentono il trasferimento di file tra un PC e un dispositivo mobile. L'utilizzo di questa opzione è leggermente più complicato rispetto all'utilizzo di una connessione USB poiché i due dispositivi devono essere prima associati. Inoltre, a differenza del familiare trascinamento che è solitamente disponibile tramite USB, l'implementazione Bluetooth è specifica per il ricetrasmettitore Bluetooth e i driver utilizzati. I file trasferiti lateralmente ai dispositivi mobili tramite Bluetooth vengono spesso ricevuti come messaggi, nello stesso modo in cui verrebbero ricevuti i messaggi SMS. Sebbene questi file possano essere salvati su qualsiasi supporto di memorizzazione, la loro posizione iniziale è la memoria interna del telefono. Come tali, i limiti della memoria interna devono essere presi in considerazione prima di iniziare il sideload.

### Sideload tramite scheda di memoria
Il sideload tramite una scheda di memoria richiede che l'utente abbia accesso a uno scrittore di schede di memoria. Questo non dovrebbe essere un problema in quanto i lettori/scrittori di schede di memoria possono spesso essere acquistati in un negozio di computer per meno di 10 dollari o acquistati online per 5 dollari o meno. I file audio e video possono essere scritti direttamente sulla scheda di memoria e quindi inseriti nel dispositivo mobile. Questo è potenzialmente il modo più rapido per eseguire il sideload di più file contemporaneamente, a condizione che l'utente sappia dove mettere i file multimediali.

## Altri usi
In altri contesti di carattere informatico, il termine ha significati più specifici:
- ad esempio, Microsoft usa la parola sideload per spiegare la funzione dello strumento "Programma di installazione" app che consente di installare (su Windows) direttamente dalla scheda app presente nel Microsoft Store senza ricorrere a PowerShell.

- ad esempio, Apple usa la parola sideload per segnalare i pericoli dell'apertura agli App Store di terze parti.[10]